# Torrisblästring

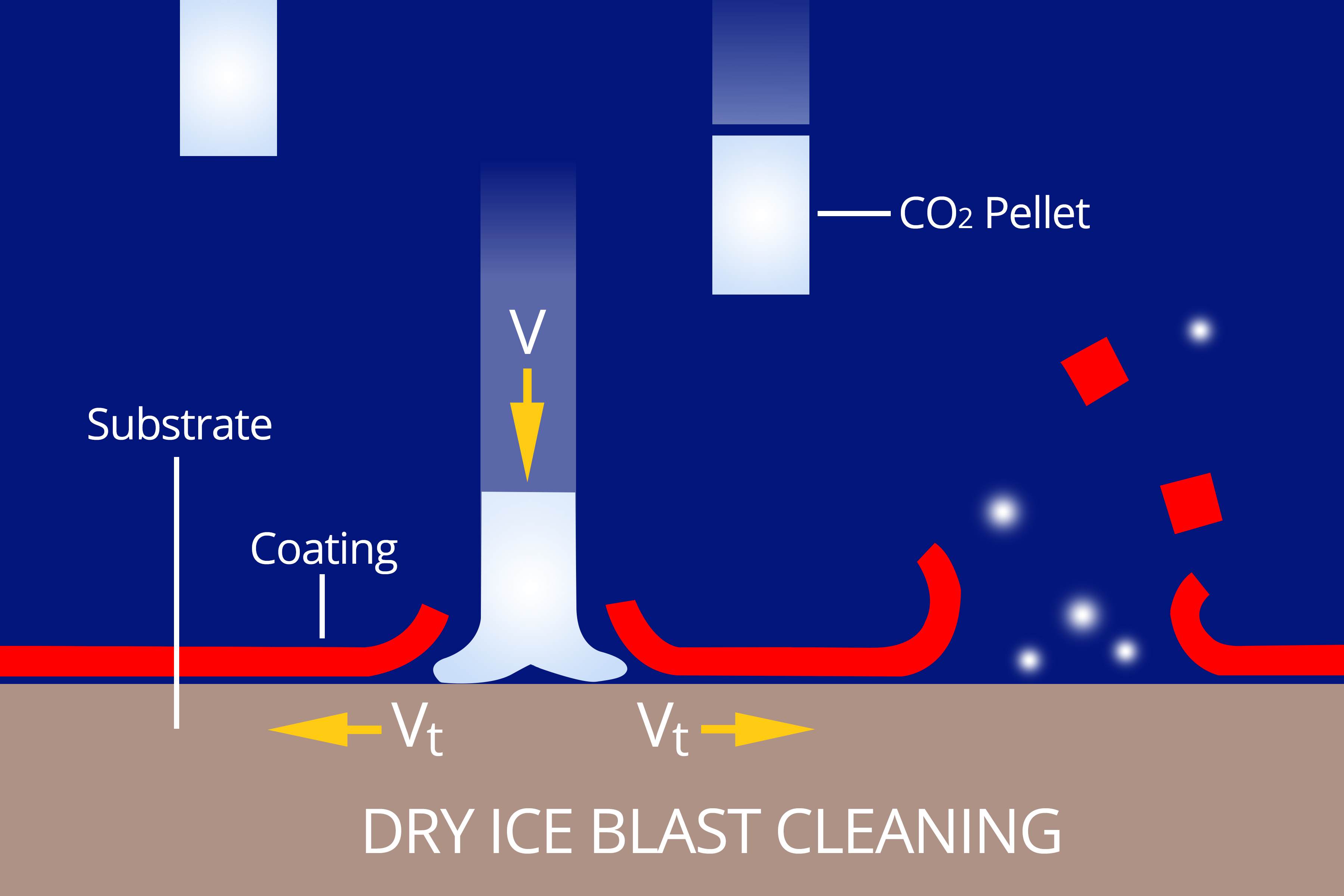
Principen bakom torrisblästring

Torrisblästring är en rengöringsmetod som används inom olika industrier, såsom tillverkningsindustrin och byggindustrin, för att avlägsna skräp, smuts och annat oönskat material från olika ytor. Det kan även användas för att avlägsna klotter från husfasader och andra offentliga byggnader.
Torrisblästring är också mycket lämpligt för att rengöra skulpturer, reliefer och andra konstverk som måste behandlas med omsorg. Torrisen är en mycket fin pulverformad substans som inte skadar konstverken på samma sätt som vatten eller andra rengöringsmedel kan göra. Detta gör torrisblästring till en lämplig metod för att rengöra känsliga föremål som inte tål vatten eller andra kemikalier. Det är enkel att använda och lämnar ingen rester, vilket gör det till ett bra alternativ för personer som vill undvika att hantera kemikalier och andra potentiellt farliga rengöringsmedel.

## Principen för torrisblästring
- Termisk chock: innebär att främmande kroppar som kommer i kontakt med torrisspelletsen fryser på grund av torrisens låga temperatur på -78,5 °C. Detta gör dem sprödare så att de lättare lossar från underlaget.
- Kinetisk energi:uppstår när torrisen påverkas av den varma luften och sublimerar, det vill säga går från fast form till gasform utan att först bli flytande. Detta leder till en stor expansion av volymen, med en faktor 700. Denna expansion skapar en betydande mängd kinetisk energi som hjälper till att avlägsna det främmande ämnet.

## Nackdelar
Det finns flera risker och problem som är förknippade med användning av torrisblästring. En av de mest allvarliga riskerna är att torrisen omvandlas till gasformig koldioxid, vilket kan ha en bedövande effekt. Detta kan leda till att personer som utsätts för höga halter av koldioxid kan bli svimfärdiga eller förlora medvetandet. Det är därför viktigt att följa riktlinjerna för säker användning av torris och att använda den enbart i väl ventilerade områden. En annan risk är att torrisen har en mycket låg temperatur, vilket kan orsaka skador på hud och vävnad om den kommer i kontakt med kroppen. Detta gör det viktigt att använda skyddskläder som handskar och andra skyddsplagg när man använder torrisblästring.